# Liste der russischen Kanzler 1709–1882
Diese Liste der russischen Kanzler enthält die Kanzler und Vizekanzler des Zarentums Russland und des Russischen Kaiserreiches.

## Von 1709 bis 1882
| Name                     | Amtszeit             | Anmerkungen                                                            |
| ------------------------ | -------------------- | ---------------------------------------------------------------------- |
| Gawriil Golowkin         | 1709–1734            |                                                                        |
| Pjotr Schafirow          | 1709–1725            | Vizekanzler                                                            |
| Andrei Ostermann         | 1725–1741            | Vizekanzler                                                            |
| Alexei Tscherkasski      | 1740–1742            |                                                                        |
| Michail Golowkin         | 1740–1741            | Vizekanzler                                                            |
| Alexei Bestuschew-Rjumin | 1744–1758            | Vizekanzler von 1741 bis 1744, seit 1744 Kanzler                       |
| Michail Woronzow         | 1758–1763            | Vizekanzler von 1744 bis 1758, seit 1758 Kanzler                       |
| Alexander Golizyn        | 1762–1775            | Vizekanzler                                                            |
| Iwan Ostermann           | 1796–1797            | Vizekanzler von 1773 bis 1796, seit 1796 Kanzler                       |
| Alexander Kurakin        | 1796–1797, 1801–1802 | Vizekanzler                                                            |
| Alexander Besborodko     | 1797–1799            |                                                                        |
| Nikita Panin             | 1799                 | Vizekanzler                                                            |
| Alexander Woronzow       | 1802                 |                                                                        |
| Stepan Kolytschow        | 1805                 | Vizekanzler                                                            |
| Nikolai Rumjanzew        | 1809–1814            |                                                                        |
| Wiktor Kotschubei        | 1834                 | Vizekanzler von 1798 bis 1799 und von 1801 bis 1802, seit 1834 Kanzler |
| Karl Nesselrode          | 1845–1856            |                                                                        |
| Alexander Gortschakow    | 1867–1882            |                                                                        |